# Su Xiaokang

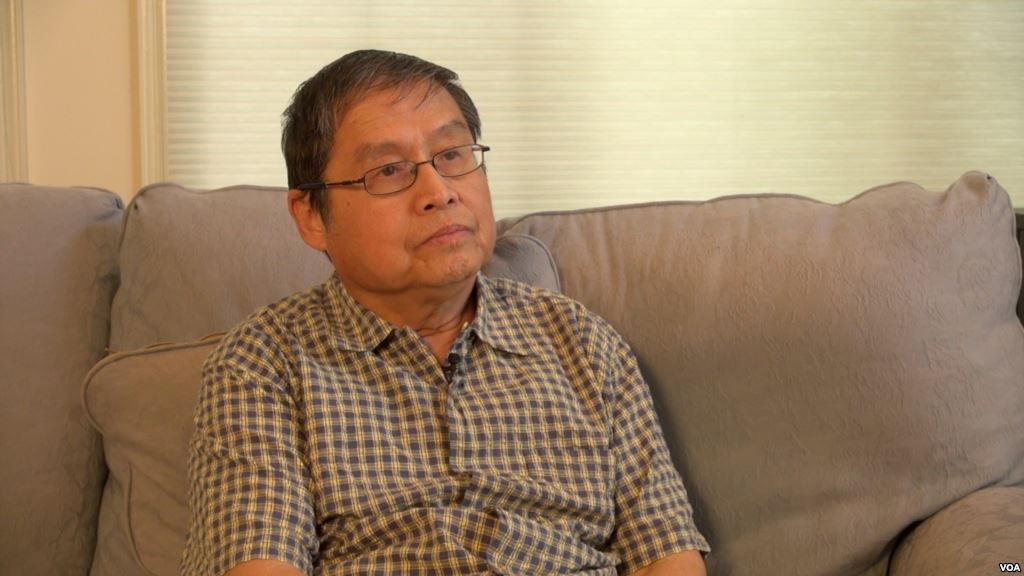
Su Xiaokang

Su Xiaokang (chinesisch 苏晓康; * 1949 in Hebei, Volksrepublik China) ist ein einflussreicher Intellektueller, Schriftsteller, Journalist und politischer Aktivist, der 1989 zu einem der sieben meistgesuchten Dissidenten der Volksrepublik China wurde. Sein bemerkenswertestes Werk River Elegy ebnete den Weg zu den Protesten auf dem Platz des Himmlischen Friedens 1989. Seine Teilnahme am Protest zwang ihn nach dem Massaker am Platz des Himmlischen Friedens ins Exil. Su lebt derzeit in Delaware, USA.

## Leben und Ausbildung
Su Xiaokang wurde in der Provinz Hebei geboren und ist dort aufgewachsen. Su stammte aus einer Intellektuellenfamilie. Sein Vater Su Pei war Vizepräsident der Zentralen Parteiakademie der Kommunistischen Partei Chinas und seine Mutter war Reporterin bei der Guangming Daily. Su besuchte eine Fachhochschule für höhere Bildung. Aufgrund seines intellektuellen Hintergrunds wurde er während der Kulturrevolution als Arbeiter in ein ländliches Gebiet geschickt. Nach der Kulturrevolution wurde Su Reporter bei der Henan Daily und später bei der People’s Daily und war Dozent am Pekinger Rundfunkinstitut und später an der Universität Pekings.

## River Elegy
Su Xiaokang wurde in den 1980er Jahren von Wissenschaftlern und Intellektuellen gelobt, die ihn als einen der ikonischsten und populärsten liberalen Schriftsteller ansahen. Su schrieb das Drehbuch für den umstrittenen und zum Nachdenken anregenden Dokumentarfilm River Elegy, eine sechsteilige Dokumentation, die über den Niedergang der chinesischen Zivilisation und Kultur berichtete, die Unterschiede zwischen der „Transparenz“ der Demokratie und der „Opazität“ einer Autokratie hervorhob und das politische System unter der Herrschaft der Kommunistischen Partei subtil kritisierte. Die Dokumentation war für zahlreiche Studenten inspirierend und wurde zum Ausgangspunkt für die Proteste auf dem Platz des Himmlischen Friedens.

## 1989 Proteste auf dem Platz des Himmlischen Friedens
Su, zusammen mit 50 Schriftstellern und Romanautoren, nahm an den Protesten im Mai vor der Ankunft des sowjetischen Präsidenten Michail Sergejewitsch Gorbatschow teil. Su brachte seine Unterstützung für die Studenten zum Ausdruck und sagte: „Die Studenten sollten nicht allein stehen dürfen.“ Am 19. Mai unterzeichneten Su und andere Intellektuelle eine Petition, die die Demokratie in China forderte:
Wir als Intellektuelle schwören feierlich, nie aufzuhören nach Demokratie zu suchen, die von Studenten mit ihrem Blut und Leben vorangetrieben wurde; nie unter irgendeinem Vorwand, uns wegen Feigheit davon zu lösen; nie wieder die Demütigungen der Vergangenheit zuzulassen; nie unsere moralische Integrität aufzugeben; uns nie einer Diktatur zu unterwerfen; nie gegenüber den letzten Kaisern des Chinas der 1980er Jahre Treue zu schwören.
Obwohl Su die Studentenbewegung unterstützte, ging er am 13. Mai auf den Platz und versuchte, die Studenten davon zu überzeugen, den Hungerstreik zu beenden, da er vermutete, dass der Hungerstreik zu einem „Blutbad“ eskalieren könnte. Seine Bücher wurden unmittelbar nach der Niederschlagung aus dem Verkauf und der Veröffentlichung verbannt, River Elegy wurde von der Kommunistischen Partei Chinas offiziell angeprangert und als konterrevolutionär erklärt.

## Exil
Nach der Niederschlagung am 4. Juni 1989 beschuldigte die Kommunistische Partei Chinas Su Xiaokang einer der „schwarzen Hände“ hinter dem Protest gewesen zu sein, und beschuldigte ihn anschließend des Verbrechens der „Anstiftung zur konterrevolutionären Propaganda“. Sein Exil begann in dem Versuch, einem Haftbefehl zu entkommen. Während des Exils musste sich Su drei Monate lang in den Bergen und abgelegenen Dörfern verstecken, bevor Operation Yellowbird ihn erfolgreich nach Hongkong schmuggelte. Su ging nach Frankreich und wurde später mit seiner Frau und seinem Sohn in den Vereinigten Staaten wieder vereinigt. Seit Beginn seines Exils hat Su aktiv an Reden und Seminaren teilgenommen, um sich für eine Demokratiebewegung in der Volksrepublik China einzusetzen. Er gründete ein webbasiertes Magazin namens Democratic China, um die pro-demokratische Bewegung fortzusetzen.
Su schrieb seine Memoiren mit dem Titel A Memoir of Misfortune, die 1997 auf Chinesisch und 2001 auf Englisch veröffentlicht wurden. Die Memoiren dokumentierten die Not, die er und seine Familie nach seinem Exil und einem tragischen Autounfall in der Stadt Buffalo erlitten hatten, bei dem seine Frau gelähmt wurde. Nach dem Buch A Memoir of Misfortune schrieb Su ein weiteres Buch mit dem Titel The Loneliness of Delaware Bay, in dem er von den Kämpfen und Herausforderungen berichtete, denen er seit seinem Umzug in die Vereinigten Staaten ausgesetzt war. Im Jahr 2013 veröffentlichte Su das Buch The Era of Slaying the Dragon, in dem es um Themen aus Maos Großer Sprung nach vorn und anderen Gräueltaten ging, die unter der Herrschaft der Kommunistischen Partei Chinas stattfanden.
Im Jahr 2003 kehrte Su für die Beerdigung seines Vaters nach China zurück, unter drei von der chinesischen Regierung auferlegten Bedingungen:
- Keine Interviews mit der Presse.
- Keine Reden halten.
- Kein Treffen mit politischen Aktivisten.

Sus Geschichte wurde auch in der Heimkehr-Kampagne vorgestellt, die von Chu Yiu Ming finanziert und gegründet wurde. Die Kampagne hatte das Ziel, das Recht der im Exil lebenden Demokratieaktivisten auf Rückkehr nach China wiederherzustellen.

## Weblink
- Democratic China